# Nanortalik Kirke
60°08′15″N 45°14′37″V / 60.13750°N 45.24361°V
Nanortalik kirke er en lutheransk trækirke, som ligger i Nanortalik, som er den største by, og administrativt centrum, i Kujalleq Kommune (tidligere i Nanortalik Kommune) i Grønland. 

Kirken er bygget i 1916. Den blev fredet i 2004. 

## Links
- Billede fra byggeåret Arkiveret 23. marts 2005 hos  Wayback Machine
- Indvendigt billede fra 1919 Arkiveret 23. marts 2005 hos  Wayback Machine